# Homosexualität auf St. Vincent und den Grenadinen

Geografische Lage von St. Vincent und den Grenadinen

Homosexualität ist auf St. Vincent und den Grenadinen für Männer und Frauen gesetzlich verboten. Das Gesetz gegen Homosexuelle wurde erst 1990 erneuert und wird von weiten Teilen der religiös-konservativen Bevölkerung befürwortet. Die staatlich sanktionierte Homophobie fördert die Diskriminierung und Aggressivität gegenüber Homosexuellen und zwingt LGBT-Menschen dazu ihre sexuelle Identität zu verbergen.

## Illegalität
Auf St. Vincent und den Grenadinen wird Analverkehr nach § 146 des Strafgesetzbuchs seit 1990 mit einer Freiheitsstrafe von bis zu 10 Jahren bestraft (auch heterosexueller Analverkehr). § 148 sieht eine Bestrafung für alle anderen gleichgeschlechtlichen sexuellen Handlungen zwischen Männern, ebenso wie zwischen Frauen, mit Gefängnis von bis zu 5 Jahren vor.

## Anerkennung gleichgeschlechtlicher Paare
Gleichgeschlechtliche Paare werden weder im Wege der eingetragenen Partnerschaft noch im Rahmen einer gleichgeschlechtlichen Ehe anerkannt.

## Gesellschaftliche Situation
Auf St. Vincent und den Grenadinen herrschen, wie in fast allen ehemals britischen Kolonien in der Karibik, diskriminierende Gesetze und homophobe Praktiken, die verhindern, dass homosexuelle Menschen Zugriff auf die Gesundheitsdienste haben. Die Regierung des Inselstaates wurde wiederholt von Menschenrechtsaktivisten aufgefordert, die Stigmatisierung und Diskriminierung von Menschen mit anderer sexueller Orientierung zu reduzieren.
Die Homophobie im Land bringt viele Homosexuelle dazu verschiedengeschlechtliche Ehen einzugehen oder im Untergrund zu leben. Berichten zufolge hat die Polizei mehrfach Homosexuelle gedemütigt und erniedrigt. In einem Fall wurden zwei Schwule, die wegen der Begehung homosexueller Handlungen festgenommen wurden, auf die Polizeiwache gebracht und dort unter Beschimpfungen gezwungen, sich komplett auszuziehen und nackt in den Arrestzellen zu verbleiben. Im Januar 2007 berichtete die Associated Press, dass Douglas Slater, der Gesundheitsminister für St. Vincent und die Grenadinen, die Gesellschaft bei einem Karibik-Gipfel zu HIV und AIDS als sehr homophob bezeichnete und anmerkte, „das ist etwas, was wir überwinden zu müssen“.
Laut UNHCR vorliegenden Informationen (2009) gibt es keine Gruppen auf Saint Vincent und den Grenadinen, die öffentlich für schwule und lesbische Rechte eintreten. Es sind nur wenige HIV-Selbsthilfegruppen mit einigen Mitgliedern Homosexueller bekannt.